# Provincia de Gualberto Villarroel
La provincia de Gualberto Villarroel es una de las 20 provincias que integran el departamento de La Paz, que se ubica en la zona oeste de Bolivia. Cuenta con un área de 1935 km² y su población es de 15 975 habitantes (de acuerdo al censo del 2001). Limita al norte con la provincia de Aroma, al oeste con la provincia de Pacajes y al sur con el departamento de Oruro. La ciudad principal es San Pedro de Curahuara, que también es la capital de la provincia.
El 31 de diciembre de 1962, durante el segundo gobierno del presidente Víctor Paz Estenssoro, se creó la provincia Gualberto Villarroel mediante Ley 235, separándose así de la provincia de Aroma. El nombre fue dado en homenaje al ex presidente de Bolivia (1943-1946) quien murió linchado por una turba durante su presidencia.

## Demografía
De acuerdo con el censo boliviano de 2024, la población de la provincia de Gualberto Villarroel es de 17 297 habitantes.
La población de la provincia ha aumentado en más de la mitad en las últimas tres décadas:
| Año  | Habitantes | Fuente |
| ---- | ---------- | ------ |
| 1992 | 11 685     | Censo  |
| 2001 | 15 722     | Censo  |
| 2012 | 17 865     | Censo  |
| 2024 | 17 297     | Censo  |

## Municipios
La provincia de Gualberto Villarroel está integradas por los siguientes municipios:
1. San Pedro de Curahuara
2. Papel Pampa
3. Chacarilla